# Sédhiou (stad)
Sédhiou (of Seju) is een stad in Casamance in Senegal op de rechteroever van de rivier de Casamance. In 2007 telde de stad ongeveer 20.000 inwoners. Het is het administratief centrum van het departement Sédhiou.
Er is een veerverbinding met de plaats Sandinier aan de overzijde van de rivier.
Een meerderheid van de bevolking is moslim. De grote moskee van de stad werd gebouwd tussen 1942 en 1950 en gerestaureerd tussen 2017 en 2022.

## Geboren
- Sadio Mané (1992), voetballer